# Championnats d'Europe de judo 2001
Navigation
Édition précédente Édition suivante
Les championnats d'Europe de judo 2001 se sont déroulés à Paris, en France. Pour ce qui est des épreuves par équipes, elles ont eu lieu, à Madrid, les 15 et 16 décembre  (voir article connexe).

## Résultats

### Hommes
| Catégorie         | Or                  | Argent               | Bronze                               |
| -60 kg            | Elchin Ismaylov     | Cyril Soyer          | Cédric Taymans Nestor Khergiani      |
| -66 kg            | Renat Mirzaliyev    | David Margoshvili    | Larbi Benboudaoud Jozef Krnáč        |
| -73 kg            | Gennadiy Bilodid    | Giuseppe Maddaloni   | Daniel Fernandes Nicolai Belokosov   |
| -81 kg            | Aleksei Budolin     | Lacha Pipia          | Iraklı Uznadze Oscar Fernández       |
| -90 kg            | Mark Huizinga       | Rasul Salimov        | Frédéric Demontfaucon Dmitri Budolin |
| -100 kg           | Ariel Zeevi         | Ghislain Lemaire     | Elco van der Geest Iveri Jikurauli   |
| +100 kg           | Tamerlan Tmenov     | Denis Braidotti      | Selim Tataroğlu Aleksi Davitashvili  |
| Toutes catégories | Alexander Mikhaylin | Dennis van der Geest | Zoltán Csizmadia Ramaz Chochosvili   |

### Femmes
| Catégorie         | Or                  | Argent               | Bronze                              |
| -48 kg            | Frédérique Jossinet | Laura Moise          | Ann Simons Giuseppina Macrì         |
| -52 kg            | Inge Clement        | Isabelle Schmutz     | Laëtitia Tignola Ioana Maria Aluaş  |
| -57 kg            | Isabel Fernández    | Deborah Gravenstijn  | Barbara Harel Cinzia Cavazzuti      |
| -63 kg            | Gella Vandecaveye   | Claudia Heill        | Ylenia Scapin Radka Stusakova       |
| -70 kg            | Ulla Werbrouck      | Cecilia Blanco       | Adriana Dadci Mariela Spacek        |
| -78 kg            | Céline Lebrun       | Heidi Rakels         | Claudia Zwiers Michelle Rogers      |
| +78 kg            | Katja Gerber        | Tea Dongouzachvili   | Marie Elisabeth Veys Mara Kovačević |
| Toutes catégories | Sandra Köppen       | Anne-Sophie Mondière | Karina Bryant Irina Rodina          |

## Tableau des médailles
| Rang | Pays               | Médaille d'or | Médaille d'argent | Médaille de bronze | Total |
| ---- | ------------------ | ------------- | ----------------- | ------------------ | ----- |
| 1    | Belgique           | 3             | 1                 | 3                  | 7     |
| 2    | France             | 2             | 3                 | 5                  | 10    |
| 3    | Russie             | 2             | 2                 | 1                  | 5     |
| 4    | Allemagne          | 2             | 0                 | 0                  | 2     |
| -    | Ukraine            | 2             | 0                 | 0                  | 2     |
| 6    | Pays-Bas           | 1             | 2                 | 2                  | 5     |
| 7    | Espagne            | 1             | 1                 | 1                  | 3     |
| 8    | Azerbaïdjan        | 1             | 1                 | 0                  | 2     |
| 9    | Estonie            | 1             | 0                 | 1                  | 2     |
| 10   | Israël             | 1             | 0                 | 0                  | 1     |
| 11   | Italie             | 0             | 2                 | 3                  | 5     |
| 12   | Géorgie            | 0             | 1                 | 4                  | 5     |
| 13   | Autriche           | 0             | 1                 | 1                  | 2     |
| -    | Roumanie           | 0             | 1                 | 1                  | 2     |
| 15   | Suisse             | 0             | 1                 | 0                  | 1     |
| 16   | Royaume-Uni        | 0             | 0                 | 2                  | 2     |
| -    | Turquie            | 0             | 0                 | 2                  | 2     |
| 18   | Hongrie            | 0             | 0                 | 1                  | 1     |
| -    | Moldavie           | 0             | 0                 | 1                  | 1     |
| -    | Pologne            | 0             | 0                 | 1                  | 1     |
| -    | République tchèque | 0             | 0                 | 1                  | 1     |
| -    | Slovaquie          | 0             | 0                 | 1                  | 1     |
| -    | Yougoslavie        | 0             | 0                 | 1                  | 1     |

## Sources
- Podiums complets sur le site JudoInside.com.

- Podiums complets sur le site alljudo.net.

- Podiums complets sur le site Les-Sports.info.